# Technika świetlna

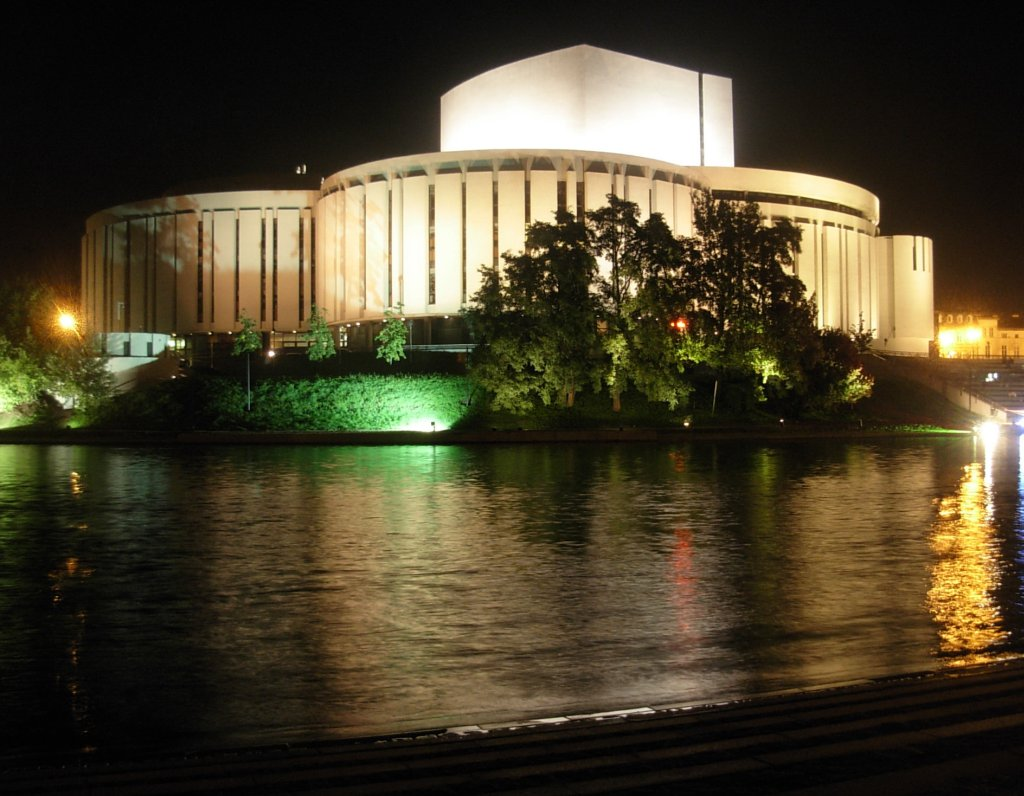
Opera Nova w Bydgoszczy podczas Festiwalu Światła

Technika świetlna – dziedzina nauki i techniki zajmująca się zagadnieniami wytwarzania światła, formowania rozsyłu światła w przestrzeni, mierzenia światła i barwy oraz stosowania światła w celu oświetlania.

## Działy
Do podstawowych działów techniki świetlnej zaliczamy:
- zagadnienia dotyczące elektrycznych źródeł światła, czyli zagadnienia konstrukcyjne i eksploatacyjne, dotyczące żarówek i różnych odmian lamp wyładowczych oraz osprzętu umożliwiającego zapłon i świecenie źródeł
- zagadnienia dotyczące opraw oświetleniowych, czyli zagadnienia konstrukcyjne i eksploatacyjne, dotyczące formowania rozsyłu światła w przestrzeni oraz przyłączania źródeł światła do sieci zasilającej
- fotometrię, która obejmuje pomiary światła. Na podstawie tych pomiarów określa się wartości podstawowych wielkości, które charakteryzują: źródła światła, oprawy oświetleniowe oraz cechy wytworzonego światła
- kolorymetrię, czyli określanie barwy światła na podstawie pomiarów i obliczeń
- technikę oświetlania, czyli zagadnienia dotyczące sposobów stosowania światła w celu oświetlenia wnętrz, dróg i innych obiektów.

## Elektryczne źródła światła
Ze względu na sposób wytwarzania promieniowania elektromagnetycznego widzialnego, możemy podzielić źródła światła na:
- źródła temperaturowe (inkandescencyjne)
  - żarówki próżniowe
  - żarówki gazowane
  - żarówki halogenowe
- źródła wyładowcze (luminescencyjne)
  - lampy fluorescencyjne (świetlówki)
  - wysokoprężne lampy rtęciowe
  - wysokoprężne lampy sodowe
  - niskoprężne lampy sodowe
- źródła inkandescencyjno-luminescencyjne
  - lampy rtęciowo-żarowe
  - lampy ksenonowe
  - lampy łukowe
- źródła ciała stałego (ang. Solid State)
  - lampy LED

Podstawowe parametry, które charakteryzują elektryczne źródła światła to:
- napięcie znamionowe
- moc znamionowa
- strumień świetlny (jako znamionowy przyjmuje się początkowy całoprzestrzenny strumień świetlny lampy)
- skuteczność świetlna (stosunek całoprzestrzennego strumienia świetlnego emitowanego przez źródło, do pobieranej przez to źródło mocy elektrycznej), jednostką jest 1 lm/W
- sprawność całkowita (stosunek rzeczywistej skuteczności świetlnej do teoretycznie największej możliwej skuteczności świetlnej (która wynosi: 680 lm/W))
- luminancja
- barwa światła, którą określa się zwykle przez podanie temperatury barwowej
- wskaźnik oddawania barw
- trwałość znamionowa podawana jako średni, uzasadniony ekonomicznie, graniczny czas użytkowania źródła

Oprawy oświetleniowe możemy podzielić na:
- Zamknięte – źródło światła jest całkowicie osłonięte (brak dostępu bez otwarcia oprawy)
- Otwarte – lampa nie jest całkowicie osłonięta
- Zewnętrzne – przeznaczone do pracy na zewnątrz i chroniące źródło światła przed warunkami atmosferycznymi
- Wnętrzowe – przeznaczone do pracy we wnętrzach budynków.

Podstawowym parametrem charakteryzującym oprawy jest:
- sprawność oprawy (stosunek strumienia świetlnego oprawy do strumienia świetlnego źródła światła); parametr ten określa jaka część strumienia świetlnego źródła światła po przetworzeniu jest wysyłana przez oprawę.
  - sprawność oprawy osobno dla półprzestrzeni dolnej
  - sprawność oprawy osobno dla półprzestrzeni górnej

Oświetlenie Ziemi
Ilość światła wytwarzanego przez ludzi jest wystarczająca aby miasta były widoczne nocą z przestrzeni kosmicznej. Najlepiej oświetlone są obszary rozwinięte oraz najgęściej zaludnione, takie jak wybrzeża Europy, wschodnie stany USA oraz Japonia.

## Historia
Odkryta przez Alessandro Voltę możliwość wytwarzania prądu elektrycznego pozwoliła francuskiemu profesorowi Louisowi Thénardowi stwierdzić doświadczalnie już w 1801 roku, że prąd elektryczny przepływający przez przewód metalowy może go rozżarzyć do stanu emitowania światła. W dwa lata później rosyjski uczony Bazyli Pietrow uzyskał łuk elektryczny o długości do 7 cm, a w 1813 roku Anglik Humphry Davy o długości 16 cm. Były to początki zastosowania elektryczności do celów oświetleniowych. Był to wstęp do budowy elektrycznych źródeł światła żarowego i łukowego, na które trzeba było jednak poczekać jeszcze wiele lat.